# 达库里亚
达库里亚（Dhakuria），是印度西孟加拉邦North Twentyfour Parganas县的一个城镇。总人口8842（2001年）。

## 人口
该地2001年总人口8842人，其中男性4488人，女性4354人；0—6岁人口1020人，其中男526人，女494人；识字率70.61%，其中男性为76.16%，女性为64.88%。